# Sonnenuntergang bei Montmajour
Sonnenuntergang bei Montmajour ist ein Ölgemälde von Vincent van Gogh. Das Werk entstand im Sommer 1888 während van Goghs Aufenthalt in Arles 1888/89. Es zeigt die typische Garigue-Landschaft der Gegend, in der Ferne lassen sich die Ruinen der Abtei Montmajour ausmachen.

## Einordnung
Das Bild stellt ein Übergangswerk zum reifen Stil des Künstlers dar, der hier experimentell seine späteren, heute als für ihn typisch geltenden Merkmale anwendet, wie den stark pastosen und vielschichtigen Farbauftrag. Dem Maler selbst galt das Bild zu Lebzeiten als misslungen.

## Geschichte
Die Szenerie des Sonnenuntergangs wurde in zwei Briefen van Goghs an seinen Bruder Theo van Gogh aus dem Sommer 1888 erwähnt. So beschreibt van Gogh den Anblick „auf einer steinigen Heide, wo sehr kleine, verkrümmte Eichen wuchsen, im Hintergrund eine Ruine auf dem Hügel und Weizen im Tal“. Es steht in engem Entstehungszusammenhang mit dem Felshügel mit Eiche vom Juli 1888 (F 466 / JH 1489) und einer Reihe von Tuschezeichnungen.
Das Bild wurde bereits 1890 von Theo inventarisiert (Inventarnummer 180) und 1901 von seiner Witwe veräußert. 1908 kaufte es der norwegische Unternehmer Christian Nicolai Mustad (O. Mustad & Søn). Bereits zu dieser Zeit tauchten Zweifel an der Echtheit auf. Das Gemälde blieb im Besitz der Familie und wurde zeitweise auf einem Dachboden aufbewahrt. Sachverständige des Van Gogh Museums besichtigten es in den 1990er Jahren, hielten es aber nicht für authentisch. Erst Jahre später wurde das Bild einer zweijährigen aufwändigen Untersuchung unterzogen; im September 2013 wurde seine Echtheit bestätigt. Damit ist der Sonnenuntergang das erste „wiederentdeckte“ Werk van Goghs seit dem Erscheinen von Jacob-Baart de la Failles catalogue raisonné im Jahr 1928. Im Herbst 2013 wurde das Gemälde im Rahmen der Ausstellung Van Gogh aan het werk im Van Gogh Museum in Amsterdam erstmals der Öffentlichkeit vorgestellt.